# عبد النور شيخ محمد
عبد النور شيخ محمد (بالصومالية: Cabdinuur Sheekh Maxamed)‏ أكاديمي وسياسي صومالي، شغل منصب وزير التربية والتعليم.
حصل عبد النور على الدكتوراه في الإدارة التربوية من جامعة ولاية أوهايو، وعمل عدة سنوات مع وزارة التعليم في ولاية أوهايو.
عُين وزيرا للتربية والتعليم في الحكومة الاتحادية الانتقالية الصومالية، في حكومة محمد عبد الله فرماجو وشغل المنصب في الفترة ما بين 2010 إلى 2011 عمل عبد النور بعد ذلك مستشارا تربويا لمركز لاو في مصادر اللغة الإنجليزية كلغة ثانية والتعليم ثنائي اللغة في وزارة التعليم في أوهايو.   كما عمل أستاذا مساعدا في جامعة أوتربين في ويسترفيل . 
ترشح للرئاسة في الانتخابات الرئاسية الصومالية 2022